# گورگن اوگانزوف
گورگن گابریلی اوگانزوف (ارمنی: Գուրգեն Գաբրիելի Օգանեզով؛  زادهٔ ۲۶ مارس ۱۸۸۶ - درگذشته ۲۵ مارس ۱۹۸۳) یک دانشمند و مهندس اهل ارمنستان بود.

## زندگی‌نامه
در ۲۶ مارس ۱۸۸۶ در باکو به دنیا آمد .   وی همچنین برنده دانشمند شایسته ارمنستان شوروی (۱۹۴۰)، نشان لنین و نشان برجسته افتخار شده است. وی در ۲۵ مارس ۱۹۸۳ در سن ۹۶ سالگی در ایروان درگذشت.

## یادداشت
1. ↑  գյուղատնտեսական գիտությունների դոկտոր